# Il cigno nero (film 2010)
Il cigno nero (Black Swan) è un film del 2010 diretto da Darren Aronofsky.
Pellicola di genere horror psicologico sceneggiata da Mark Heyman, John McLaughlin e Andres Heinz, a partire da un racconto di Andrés Heinz. Il film vede Natalie Portman nel ruolo principale, con Vincent Cassel, Mila Kunis, Barbara Hershey e Winona Ryder nei ruoli secondari. La trama ruota attorno a una produzione del Lago dei cigni di Čajkovskij della compagnia del New York City Ballet. La produzione richiede una ballerina per interpretare l'innocente e fragile Cigno Bianco, per il quale la ballerina impegnata Nina Sayers (Portman) è una scelta perfetta, così come il tenebroso e sensuale Cigno Nero, qualità meglio incarnate dalla nuova rivale Lily (Kunis). Nina è sopraffatta da un senso di immensa pressione quando si ritrova a competere per il ruolo, facendole perdere la sua tenue presa sulla realtà e sprofondare nella follia.
La pellicola è stata il film d'apertura della 67ª Mostra internazionale d'arte cinematografica di Venezia e successivamente è stata presentata al Toronto International Film Festival 2010. Per la sua interpretazione Natalie Portman è stata premiata con l'Oscar alla miglior attrice.

## Trama
(Thomas Leroy racconta la storia de Il lago dei cigni)
Nina Sayers è una ballerina dotata di grande talento, ma emotivamente e psicologicamente instabile a causa del rapporto morboso con la madre, Erica; quest'ultima, una ex ballerina mediocre che non è riuscita a fare carriera, appare persino invidiosa del talento di Nina e la tratta come una bambina, facendola dormire in una cameretta infantile che non può essere chiusa a chiave. Nina in apparenza sembra felice così, ma soffre di tendenze autolesionistiche che lasciano intuire la sua insofferenza a questa condizione e il suo desiderio di liberarsi dal controllo della madre.
Una notte, Nina sogna di essere la protagonista di un'inquietante e oscura versione de Il lago dei cigni. Il giorno dopo, il direttore artistico Thomas Leroy annuncia la propria intenzione di sostituire la prima ballerina e di allestire come spettacolo di apertura della nuova stagione teatrale proprio Il Lago dei Cigni; la protagonista, che dovrà impersonare sia il "Cigno Bianco" che la sua controparte malvagia, il "Cigno Nero", sarà interpretata dalla nuova prima ballerina. La scelta ricade proprio su Nina, sebbene con qualche dubbio da parte di Leroy, che ritiene la fragile e delicata ragazza perfetta per il ruolo del "Cigno Bianco" ma troppo poco passionale per quello del "Cigno Nero".
Leroy, deciso a tirare fuori il lato oscuro di Nina, la mette sempre più sotto pressione. Lo squilibrio mentale di Nina, già evidente, peggiora sia a causa della tensione sia a causa di Lily, una nuova ballerina della compagnia: Lily è meno talentuosa di Nina, ma è dotata di una sensualità che fa di lei proprio quel "Cigno Nero" che Nina non riesce ad essere, e Nina non tarda a vedere in lei una minaccia. Fra Nina e Lily si sviluppa un ambiguo rapporto che in breve si deteriora a causa di alcune indiscrezioni di Lily a Leroy sul conto della collega.
Una sera, Lily, che pare decisa a migliorare le cose tra loro, invita Nina ad uscire insieme. Nina accetta e durante la serata arriva a prendere una pasticca di ecstasy offerta da Lily e ad intrattenersi sessualmente con perfetti sconosciuti; più tardi, rientrata in casa assieme a Lily, ha un violento alterco con la madre e infine un rapporto sessuale con la stessa Lily. Il giorno dopo, Nina arriva in ritardo alle prove e scopre con orrore che Lily sta provando la sua parte. Nina le chiede spiegazioni e le rinfaccia quanto accaduto tra loro, ma Lily nega ogni cosa, affermando di aver passato la notte con un ragazzo conosciuto al locale. Nina non vuole credere che si sia trattato di un sogno e inizia a temere che Lily voglia toglierla di mezzo, timore che si rafforza quando Leroy sceglie proprio Lily come riserva di Nina.
Il giorno del debutto si avvicina e lo squilibrio di Nina continua a peggiorare. La ragazza è ormai convinta che Lily voglia prendere il suo posto e comincia ad avere allucinazioni terrificanti, che culminano la sera prima dello spettacolo: Nina, resa folle dall'ennesima visione in cui crede di trasformarsi letteralmente nel “Cigno Nero”, aggredisce violentemente Erica, per poi perdere i sensi.
Nina si riprende appena in tempo e, nonostante Erica cerchi in tutti i modi di fermarla, arriva al teatro un attimo prima che Leroy la sostituisca con Lily. La ragazza appare decisa e profondamente cambiata, e Leroy, compiaciuto, accetta di farla andare in scena; durante il primo atto, però, le stravaganti visioni di Nina riprendono e la ragazza commette un grave errore sulla scena che rischia di rovinare lo spettacolo. Nell'intervallo, Nina si rifugia in lacrime in camerino e qui trova Lily, già con il costume del “Cigno Nero”, pronta a sostituirla, che la deride; scoppia una lite e Nina uccide Lily trafiggendola con un frammento di specchio. Paradossalmente, la morte dell'odiata rivale dà a Nina una sicurezza tutta nuova: la ragazza nasconde il cadavere, torna in scena nei panni del "Cigno Nero" e balla con una sensualità che conquista tutti.
Terminato l'atto, Nina torna in camerino per prepararsi per l'ultima parte. Mentre è impegnata a vestirsi, qualcuno bussa alla porta: è Lily, viva e vegeta, che si complimenta con la collega per l'interpretazione e si scusa per i problemi che hanno avuto, rivelando che il loro litigio è stato solo l'ennesima allucinazione di Nina. Lo specchio del camerino, tuttavia, è davvero in frantumi, e Nina estrae dal proprio corpo il frammento con cui aveva creduto di aver ucciso Lily. Sconvolta, Nina capisce che Lily non ha mai cercato di rubarle la parte; il vero nemico è sempre stato lei stessa. Nina, a questo punto, realizza che non le rimane altro da fare che tornare in scena e interpretare il proprio ruolo fino alla fine.
L'ultimo atto del balletto si conclude con Nina che interpreta la morte del “Cigno Bianco” gettandosi da una rupe, dietro cui è nascosto un materasso. La conclusione è accolta da tutto il pubblico con un'ovazione; Leroy, Lily e gli altri ballerini corrono dietro le scene per congratularsi con Nina, scoprendola ferita e insanguinata, affrettandosi a chiamare un'ambulanza. Nina, però, è soddisfatta perché è riuscita ad essere perfetta, da sempre il suo più grande obiettivo.

## Produzione
Il progetto del film nasce nel 2000, durante la fase di montaggio di Requiem for a Dream, quando Darren Aronofsky riceve un copione di Andres Heinz intitolato The Understudy, una specie di Eva contro Eva unito a Il sosia di Dostoevskij. L'idea è subito piaciuta al regista e ha pensato che potesse adattarsi al mondo della danza, un ambiente che aveva sempre pensato fosse ideale per un film, molto ricco e interessante ma poco frequentato dal cinema. Dopo aver assistito al balletto de Il lago dei cigni Aronofsky rimane colpito nello scoprire che il cigno nero e il cigno bianco vengono tradizionalmente interpretati dalla stessa ballerina. Lo sviluppo del film inizia nel 2007, quando Aronofsky propone il progetto alla Universal Pictures, appena dopo la distribuzione di The Fountain - L'albero della vita. La produzione de Il cigno nero viene avviata con il supporto di Protozoa Pictures e Overnight Productions, che finanziano la pellicola.
Aronofsky e Natalie Portman avevano deciso di fare insieme un film sulla danza già quando lei aveva 20 anni e studiava all'università. L'attrice aveva preso lezioni di danza classica e moderna fino all'età di 13 anni, ha smesso quando ha iniziato a recitare, circa un anno prima dell'inizio delle riprese comincia un allenamento più impegnativo. Per il ruolo di Lily vengono prese in considerazione Eva Green, Rachel McAdams, Emily Blunt e Blake Lively, nel luglio del 2009 l'attrice Mila Kunis viene ingaggiata per il ruolo dell'antagonista della Portman.

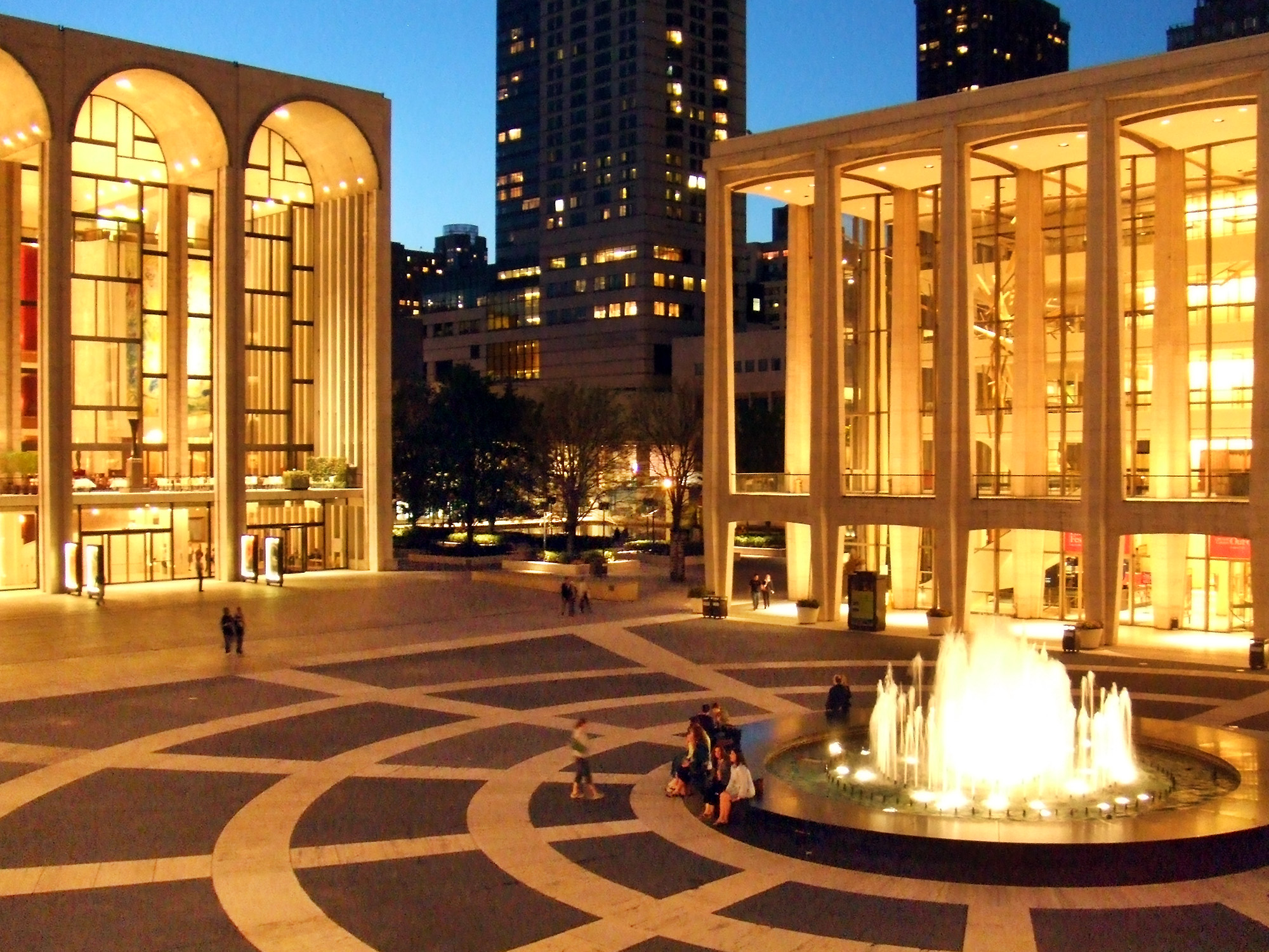
Il Lincoln Center

Nel novembre del 2009, la Overnight Productions si congeda dal progetto e la Fox Searchlight Pictures diviene il co-finanziatore e distributore del film. Al film viene assegnato un budget di produzione di 13 milioni di dollari, le riprese iniziano a New York il 7 dicembre e durano 43 giorni.
Data l'impossibilità di occupare un teatro newyorchese per la durata delle riprese del film, solo alcune scene sono state girate al Lincoln Center, gran parte delle riprese si sono svolte negli spazi del Purchase College, della State University of New York, chiuso durante le vacanze invernali.
Georgina Parkinson, un'insegnante di danza classica dell'American Ballet Theatre, si è occupata dell'allenamento di Natalie Portman e Mila Kunis nel balletto, mentre il primo ballerino del New York City Ballet Benjamin Millepied si è occupato delle coreografie. Due ballerine dell'American Ballet Theatre, Sarah Lane e María Riccetto, sono state ingaggiate come sostitute, nelle scene di ballo, rispettivamente della Portman e della Kunis.
Clint Mansell, che ha scritto le musiche dei precedenti lavori di Aronofsky, ha composto la colonna sonora, alla quale hanno collaborato anche i Chemical Brothers, utilizzando elementi de Il lago dei cigni. I toni del film sono stati paragonati al film Rosemary's Baby - Nastro rosso a New York del 1968.
Alla realizzazione dei costumi dei balletti hanno contribuito anche le sorelle Kate e Laura Mulleavy di Rodarte.

## Distribuzione
Il cigno nero è stato presentato in anteprima mondiale come film d'apertura alla 67ª Mostra internazionale d'arte cinematografica di Venezia il 1º settembre 2010. Il film concorreva per il Leone d'oro, diventando il terzo film di Aronofsky ad essere presentato alla Biennale, dopo The Fountain - L'albero della vita e The Wrestler.
Sempre nel settembre 2010, il film è stato presentato nel corso del 35º Toronto International Film Festival e successivamente distribuito limitatamente in città selezionate il 1º dicembre 2010.
In Italia la distribuzione nelle sale cinematografiche è avvenuta il 18 febbraio 2011. Dal 10 giugno il film è stato distribuito su DVD e Blu-ray per il noleggio, in vendita invece dal 22 giugno.

## Accoglienza

### Incassi
Il film è uscito in modo limitato in America il 3 dicembre 2010 in 18 cinema. Ha incassato in totale 415 822 dollari nel giorno di apertura (circa 23 101 dollari per teatro). Alla fine del weekend di apertura i dollari incassati erano 1.443.809 (il più alto del 2010 dopo Il discorso del re). Nel secondo weekend il film è stato distribuito in 90 teatri, e ha raggiunto i 3,3 milioni di dollari, diventando il sesto film più visto al box-office. Nel terzo weekend, è stato distribuito in 959 teatri e ha raggiunto incassi pari a 8.383.479 di dollari. In totale, alla fine del mese di maggio del 2011, il film ha incassato 107 milioni di dollari nei soli Stati Uniti e 222 milioni nel resto del Mondo.

### Critica
Il film è stato accolto con successo dalla critica specializzata, che ha elogiato particolarmente la performance di Natalie Portman e lo stile metaforico e visionario di Aronofsky. Sull’aggregatore di recensioni Rotten Tomatoes ha ottenuto l’85% delle recensioni professionali positive, con un voto medio di 8,18 su 10 basato su 297 critiche, mentre su Metacritic ha un punteggio di 79 su 100, basato su 42 recensioni.

## Riconoscimenti
- 2011 - Premio Oscar
  - Miglior attrice protagonista a Natalie Portman
  - Candidatura Miglior film a Mike Medavoy, Brian Oliver e Scott Franklin
  - Candidatura Migliore regia a Darren Aronofsky
  - Candidatura Migliore fotografia a Matthew Libatique
  - Candidatura Miglior montaggio a Andrew Weisblum
- 2011 - Golden Globe
  - Miglior attrice in un film drammatico a Natalie Portman
  - Candidatura Miglior film drammatico
  - Candidatura Migliore regia a Darren Aronofsky
  - Candidatura Miglior attrice non protagonista a Mila Kunis
- 2011 - Premio BAFTA
  - Miglior attrice protagonista a Natalie Portman
  - Candidatura Miglior film
  - Candidatura Migliore regia a Darren Aronofsky
  - Candidatura Migliore attrice non protagonista a Barbara Hershey
  - Candidatura Migliore sceneggiatura originale a Mark Heyman, Andres Heinz e John J. McLaughlin
  - Candidatura Migliore fotografia a Matthew Libatique
  - Candidatura Miglior montaggio a Andrew Weisblum
  - Candidatura Migliore scenografia a Thérèse DePrez e Tora Peterson
  - Candidatura Migliori costumi a Amy Westcott
  - Candidatura Miglior sonoro a Brian Emrich e Craig Henighan
  - Candidatura Miglior trucco a Geordie Sheffer e Marjorie Durand
  - Candidatura Migliori effetti speciali
- 2011 - Screen Actors Guild Award
  - Miglior attrice protagonista a Natalie Portman
  - Candidatura Migliore attrice non protagonista a Mila Kunis
  - Candidatura Miglior cast
- 2010 - Critics' Choice Movie Award
  - Miglior attrice protagonista a Natalie Portman
  - Candidatura Miglior film
  - Candidatura Migliore regia a Darren Aronofsky
  - Candidatura Miglior attrice non protagonista a Mila Kunis
  - Candidatura Migliore sceneggiatura originale a Mark Heyman, Andres Heinz e John J. McLaughlin
  - Candidatura Migliore fotografia a Matthew Libatique
  - Candidatura Migliore scenografia a Thérèse DePrez e Tora Peterson
  - Candidatura Migliori costumi a Laura Mulleavy, Amy Westcott e Kate Mulleavy
  - Candidatura Miglior trucco a Geordie Sheffer e Marjorie Durand
  - Candidatura Miglior montaggio a Andrew Weisblum
  - Candidatura Miglior sonoro a Brian Emrich e Craig Henighan
  - Candidatura Miglior colonna sonora a Clint Mansell
- 2010 - Chicago Film Critics Association Award
  - Miglior attrice protagonista a Natalie Portman
  - Miglior colonna sonora a Clint Mansell
  - Candidatura Miglior film
  - Candidatura Migliore regia a Darren Aronofsky
  - Candidatura Migliore sceneggiatura originale a Mark Heyman, Andres Heinz e John J. McLaughlin
  - Candidatura Migliore fotografia a Matthew Libatique
- 2010 - Festival di Venezia
  - Premio Marcello Mastroianni a Mila Kunis
  - Candidatura Leone d'Oro
- 2010 - New York Film Critics Circle Award
  - Migliore fotografia a Matthew Libatique
- 2011 - MTV Movie Award
  - Candidatura Miglior film
  - Candidatura Miglior performance femminile a Natalie Portman
  - Candidatura Miglior bacio a Natalie Portman e Mila Kunis
  - Candidatura Miglior momento (Ma che ca...) a Natalie Portman
- 2010 - Los Angeles Film Critics Association Award
  - Migliore fotografia a Matthew Libatique
- 2011 - Independent Spirit Award
  - Miglior film a Mike Medavoy, Arnold Messer, Brian Oliver e Scott Franklin
  - Migliore regia a Darren Aronofsky
  - Miglior attrice protagonista a Natalie Portman
  - Migliore fotografia a Matthew Libatique
- 2011 - Kansas City Film Critics Circle Award
  - Miglior attrice protagonista a Natalie Portman
- 2011 - Las Vegas Film Critics Society Award
  - Migliore attrice protagonista a Natalie Portman
  - Migliore scenografia a David Stein
  - Candidatura Miglior film
  - Candidatura Migliore regia a Darren Aronofsky
  - Candidatura Miglior attrice non protagonista a Mila Kunis
  - Candidatura Migliore sceneggiatura a Mark Heyman, Andres Heinz e John J. McLaughlin
  - Candidatura Migliore fotografia a Matthew Libatique
  - Candidatura Migliori costumi a Laura Mulleavy, Amy Westcott e Kate Mulleavy
  - Candidatura Miglior montaggio a Andrew Weisblum
  - Candidatura Miglior colonna sonora a Clint Mansell
- 2010 - Boston Society of Film Critic Award
  - Miglior attrice protagonista a Natalie Portman
  - Miglior montaggio a Andrew Weisblum
  - Candidatura Miglior regia a Darren Aronofsky
  - Candidatura Miglior fotografia a Matthew Libatique
- 2010 - Satellite Award
  - Candidatura Migliore regia a Darren Aronofsky
  - Candidatura Miglior attrice in un film drammatico a Natalie Portman
  - Candidatura Migliore scenografia a Thérèse DePrez e Tora Peterson
  - Candidatura Migliori costumi a Laura Mulleavy, Amy Westcott e Kate Mulleavy
  - Candidatura Miglior colonna sonora a Clint Mansell
- 2011 - Nastro d'argento
  - Candidatura Regista del miglior film straniero
- 2011 - AFI Awards
  - Film dell'anno a Mike Medavoy, Brian Oliver e Scott Franklin
- 2011 - Academy of Motion Pictures Arts and Science of Argentina
  - Miglior film straniero
- 2011 - Saturn Award
  - Miglior attrice protagonista a Natalie Portman
  - Miglior attrice non protagonista a Mila Kunis
  - Candidatura Miglior film horror/thriller
  - Candidatura Miglior regia a Darren Aronofsky
  - Candidatura Miglior sceneggiatura a Mark Heyman, Andres Heinz e John J. McLaughlin
- 2011 - Premio Amanda
  - Candidatura Miglior film straniero
- 2011 - Eddie Award
  - Candidatura Miglior montaggio in un film drammatico a Andrew Weisblum
- 2011 - American Society of Cinematographers
  - Candidatura Miglior fotografia a Matthew Libatique
- 2011 - Art Directors Guild
  - Miglior scenografia
- 2010 - Austin Film Critics Association
  - Miglior film
  - Miglior regia a Darren Aronofsky
  - Miglior attrice protagonista a Natalie Portman
  - Miglior sceneggiatura originale a Mark Heyman, Andres Heinz e John J. McLaughlin
  - Miglior fotografia a Matthew Libatique
- 2012 - Awards of the Japanese Academy
  - Candidatura Miglior film straniero
- 2011 - Blue Ribbon Awards
  - Miglior film straniero
- 2012 - Premio Bodil
  - Candidatura Miglior film statunitense
- 2010 - British Society of Cinematographers
  - Candidatura Miglior fotografia a Matthew Libatique
- 2011 - Dorian Awards
  - Candidatura Film dell'anno
  - Candidatura Performance cinematografica dell'anno a Natalie Portman
- 2010 - Camerimage
  - Candidatura Rana d'oro a Matthew Libatique

- 2011 - Artios Award
  - Candidatura Miglior casting per un film studio o dramma indipendente a Mary Vernieu
- 2011 - Central Ohio Film Critics Association Awards
  - Migliore attrice protagonista a Natalie Portman
  - Candidatura Miglior film
  - Candidatura Miglior regia a Darren Aronofsky
  - Candidatura Migliore attrice non protagonista a Barbara Hershey
  - Candidatura Miglior cast
  - Candidatura Miglior sceneggiatura originale a Mark Heyman, Andres Heinz e John J. McLaughlin
  - Candidatura Miglior fotografia a Matthew Libatique
  - Candidatura Miglior colonna sonora a Clint Mansell
- 2011 - Cinema Audio Society
  - Candidatura Miglior sonoro a Ken Ishii, Dominick Tavella e Craig Henighan
- 2012 - Cinema Brazil Grand Prize
  - Candidatura Miglior film straniero
- 2011 - Costume Designers Guild Awards
  - Miglior costumi a Amy Westcott
- 2012 - Premio César
  - Candidatura Miglior film straniero
- 2010 - Dallas-Fort Worth Film Critics Association Awards
  - Miglior attrice protagonista a Natalie Portman
  - Candidatura Miglior film
  - Candidatura Miglior regia a Darren Aronofsky
  - Candidatura Miglior attrice non protagonista a Mila Kunis
- 2011 - David di Donatello
  - Candidatura Miglior film straniero
- 2011 - DGA Award
  - Candidatura Miglior regia a Darren Aronofsky
- 2011 - Empire Awards
  - Candidatura Miglior thriller
  - Candidatura Miglior attrice protagonista a Natalie Portman
- 2011 - Fangoria Chainsaw Awards
  - Miglior film della grande distribuzione
  - Miglior attrice protagonista a Natalie Portman
  - Miglior attrice non protagonista a Barbara Hershey
  - Miglior sceneggiatura a Andres Heinz, Mark Heyman e John J. McLaughlin
  - Miglior colonna sonora a Clint Mansell
  - Candidatura Miglior attore non protagonista a Vincent Cassel
  - Candidatura Miglior trucco a Michael Marino
- 2010 - Florida Film Critics Circle Awards
  - Miglior attrice protagonista a Natalie Portman
- 2010 - Gotham Independent Film Awards
  - Candidatura Miglior film
- 2012 - Grammy Award
  - Candidatura Miglior colonna sonora a Clint Mansell
- 2011 - London Critics Circle Film Awards
  - Candidatura Film dell'anno
  - Candidatura Regista dell'anno a Darren Aronofsky
  - Candidatura Attrice dell'anno a Natalie Portman
- 2011 - Golden Reel Award
  - Candidatura Miglior montaggio sonoro (Colonna sonora) a Nancy Allen
  - Candidatura Miglior montaggio sonoro (Dialoghi e ADR) a Craig Henighan, Jill Purdy e Nelson Ferreira
  - Candidatura Miglior montaggio sonoro (Effetti sonori) a Craig Henighan, Brian Emrich, Steve Baine e Wayne Lemmer
- 2011 - National Movie Awards
  - Candidatura Performance dell'anno a Natalie Portman
- 2011 - National Society of Film Critics Awards
  - Candidatura Miglior fotografia a Matthew Libatique
- 2011 - Online Film Critics Society Awards
  - Miglior attrice protagonista a Natalie Portman
  - Candidatura Miglior film
  - Candidatura Miglior regia a Darren Aronofsky
  - Candidatura Miglior attrice non protagonista a Mila Kunis
  - Candidatura Miglior sceneggiatura originale a Mark Heyman, Andres Heinz e John J. McLaughlin
  - Candidatura Miglior fotografia a Matthew Libatique
  - Candidatura Miglior montaggio a Andrew Weisblum
- 2011 - PGA Awards
  - Candidatura Miglior produttore a Scott Franklin, Mike Medavoy e Brian Oliver
- 2011 - Palm Springs International Film Festival
  - Desert Palm Achievement Award a Natalie Portman
- 2010 - Phoenix Film Critics Society Awards
  - Miglior attrice protagonista a Natalie Portman
  - Candidatura Miglior sceneggiatura originale a Mark Heyman, Andres Heinz e John J. McLaughlin
  - Candidatura Miglior montaggio a Andrew Weisblum
- 2011 - Prism Awards
  - Miglior film sulla salute mentale
  - Candidatura Miglior performance a Natalie Portman
- 2012 - Rembrandt Awards
  - Miglior attrice internazionale a Natalie Portman
- 2012 - Premio Robert
  - Candidatura Miglior film statunitense a Darren Aronofsky
- 2010 - San Diego Film Critics Society Awards
  - Miglior regia a Darren Aronofsky
  - Candidatura Miglior film
  - Candidatura Miglior attrice protagonista a Natalie Portman
  - Candidatura Miglior fotografia a Matthew Libatique
  - Candidatura Miglior montaggio a Andrew Weisblum
  - Candidatura Miglior scenografia a Thérèse DePrez
  - Candidatura Miglior colonna sonora a Clint Mansell
- 2010 - San Francisco Film Critics Circle
  - Miglior regia a Darren Aronofsky
  - Miglior fotografia a Matthew Libatique
- 2010 - Southeastern Film Critics Association Awards
  - Miglior attrice protagonista a Natalie Portman
  - Candidatura Miglior film
- 2011 - Teen Choice Awards
  - Miglior film drammatico
  - Miglior attrice in un film drammatico a Natalie Portman
  - Candidatura Miglior bacio a Mila Kunis e Natalie Portman
  - Candidatura Miglior scene stealer femminile a Mila Kunis
- 2011 - Toronto Film Critics Association Awards
  - Candidatura Miglior film
  - Candidatura Miglior regia a Darren Aronofsky
  - Candidatura Miglior attrice protagonista a Natalie Portman
- 2011 - Vancouver Film Critics Circle
  - Candidatura Miglior film
  - Candidatura Miglior regia a Darren Aronofsky
  - Candidatura Miglior attrice protagonista a Natalie Portman
- 2010 - Visual Effects Society
  - Candidatura Migliori effetti visivi a Dan Schrecker, Colleen Bachman, Michael Capton e Brad Kalinoski
- 2010 - Washington DC Area Film Critics Association Awards
  - Candidatura Miglior film
  - Candidatura Miglior regia a Darren Aronofsky
  - Candidatura Miglior attrice protagonista a Natalie Portman
  - Candidatura Miglior sceneggiatura originale a Mark Heyman, Andres Heinz e John J. McLaughlin
  - Candidatura Miglior scenografia
  - Candidatura Miglior fotografia a Matthew Libatique
  - Candidatura Miglior colonna sonora a Clint Mansell
- 2011 - World Soundtrack Awards
  - Candidatura Compositore dell'anno a Clint Mansell
  - Candidatura Colonna sonora originale dell'anno a Clint Mansell
- 2011 - WGA Award
  - Candidatura Miglior sceneggiatura originale a Mark Heyman, Andres Heinz